# Doppler (månekrater)
Doppler er et nedslagskrater på Månen. Det befinder sig på Månens bagside i den sydlige udkant af Korolevbassinet, og det er opkaldt efter den østrigske fysiker, matematiker og astronom Christian Doppler (1803 – 1853).
Navnet blev officielt tildelt af den Internationale Astronomiske Union (IAU) i 1970. 

## Omgivelser
Dopplerkrateret ligger vest for Das- og Galoiskraterne. Længere mod sydvest ligger Mohorovičićkrateret. 

## Karakteristika
Dopplers rand har en noget polygonal form, og et mindre krater slutter sig til den indre side af den nordøstlige væg. Kraterbunden er stærkt ujævn og irregulær, og der nogle terrasser på de nedslidte ydre vægge samt en samling centrale bakker nord for kratermidten. Satellitkrateret "Doppler B" ligger inden for den nordlige rand og optager derved en del af den nordlige del af kraterbunden. En lille kraterformet dal løber mod sydøst over Dopplers bund fra randen af "Doppler B".

## Satellitkratere
De kratere, som kaldes satellitter, er små kratere beliggende i eller nær hovedkrateret. Deres dannelse er sædvanligvis sket uafhængigt af dette, men de får samme navn som hovedkrateret med tilføjelse af et stort bogstav. På kort over Månen er det en konvention at identificere dem ved at placere dette bogstav på den side af satellitkraterets midte, som ligger nærmest hovedkrateret. Dopplerkrateret har følgende satellitkratere:
| Doppler | Længde  | Bredde   | Diameter |
| ------- | ------- | -------- | -------- |
| B       | 11,8° S | 159,4° V | 37 km    |
| M       | 15,4° S | 160,0° V | 25 km    |
| N       | 16,9° S | 160,5° Ø | 17 km    |
| W       | 11,0° S | 161,7° V | 15 km    |
| X       | 10,3° S | 161,3° V | 18 km    |

## Måneatlas
- Billeder af Dopplerkrateret i LPI-måneatlasset